# Sords
|  | Aquest article tracta sobre el veïnat de Cornellà del Terri. Si cerqueu les persones afectades de sordesa, vegeu «sordesa». |

Sords és un poble disseminat del municipi de Cornellà del Terri (Pla de l'Estany). És al sud de Pujals dels Cavallers i Pujals dels Pagesos; a l'oest de Santa Llogaia; al nord de Camós i Palol de Revardit i a l'est de Cornellà del Terri. El poble de Sords té 180 habitants.

## Història[2]
La primera menció que s'ha trobat data de l'any 986 sota la forma Surdis. Que derivà a Sordibus. Hi ha dos possibles orígens d'aquest topònim. Pot ser el plural de la paraula Sort o bé prové d'un poble del mateix nom que antigament habitava entre l'Empordà fins al Rosselló.
Almenys des del segle xii la majoria de finques del poble van ser de l'Església. Com exemplifica en els recomptes de població de mitjan segle xiv: 6 focs reials i 17 d'eclesiàstics. Que podrien ser uns 110-115 habitants. L'any 1399 passà a la jurisdicció reial igual que la majoria de pobles de la vall de Cornellà. Es troben referències documentals del mas Farró (1330), del mas Cornellà, del mas Borrell(1337) i sa Quintana (1337) segons els investigadorsinvestagadors Josep Maria Corominas i Jaume Marquès.
Al segle xviii, gràcies a l'absència d'epidèmies i de crisis alimentàries la demografia va augmentar considerablement, ho demostra el fet que la meitat de la mortalitat total correspon als infants de menys de catorze anys. Tal com ho exposa la historiadora Dolors Terradas i Viñals a la seva tesi de llicenciatura.

## Principals monuments

### Església parroquial de Sant Esteve de Sords

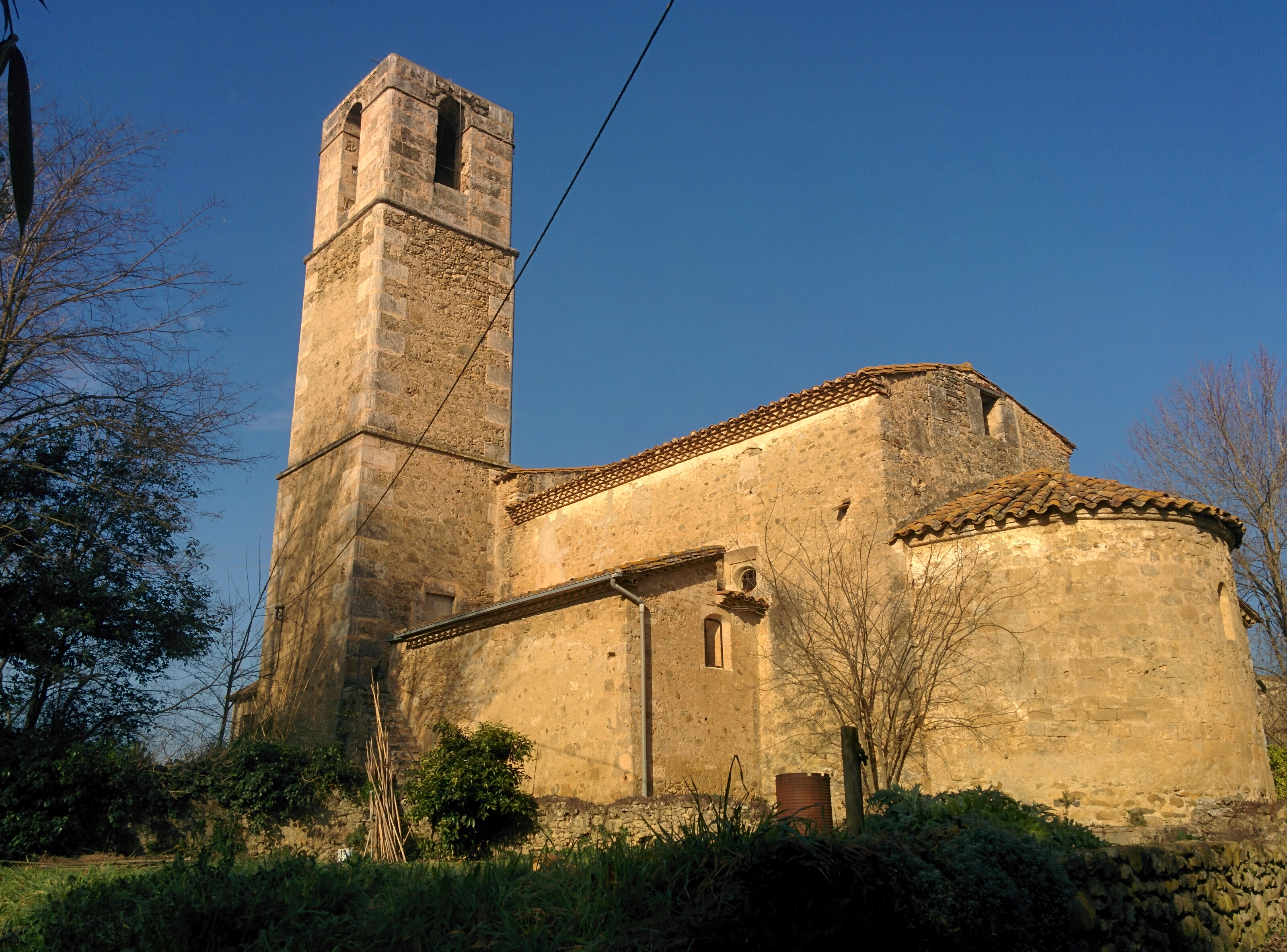

L'església parroquial de Sant Esteve de Sords és de planta romànica. La primera menció és de finals del segle x. Es creu que l'absis respecta l'estructura primitiva. Al segle xviii, quan es construïen les naus laterals i la sagristia, es van renovar la nau, la façana i el campanar. Com testimonia la inscripció de la data de 1785 a un finestral.
L'església consta de quatre capelles. A l'interior hi destaquen una antiga pica baptismal de pedra i una làpida al paviment. Es té constància de peces d'alt valor artístic actualment perdudes. Com ara una verge d'alabastre de principis del segle xvi, un retaule de la mateixa època i un altre retaule dedicat a sant Sebastià, construït l'any 1799 per l'escultor-pintor de Girona Josep Barnoya, i daurat el 1800 per Jacint Ferrussola. La porta de la façana data del 1705. I la torre campanar es va estrenyent a mesura que puja l'altura.

### Pont medieval de Sords
Pont medieval (segles XIII – XIV), constituït per tres arcs de mig punt sobre el riu Terri.

## Sords a la literatura
Trobem referències al poble de Sords a la novel·la Història d'un pagès d'en Joaquim Riera i Bertran. Novel·la històrica premiada als Jocs Florals del 1869.